# Al-Mukhabarat al-'Amma
La Al-Mukhabarat al-'Amma (in arabo رئاسة الاستخبارات العامة‎?), o Presidenza Generale dell'Intelligence costituisce la principale agenzia d'Intelligence dell'Arabia Saudita.
La PGI è uno degli apparati di sicurezza del Regno saudita ed è un ente amministrativo dotato di una sua specifica struttura organizzativa, finalizzata al conseguimento di una precisa serie di obiettivi.
Le strategie adottate sono rispettose dei principi cui s'ispira il Regno saudita e sono coerentemente ispirate dai principi religiosi e giuridici su cui poggia fin dalla sua creazione l'Arabia Saudita.

## Leadership
Il primo presidente dell'Al-Mukhabarat al-'Amma fu lo sceicco Kamal Adham, in carica dal 1965 al 1979. Gli succedette il principe Turki bin Faysal Al Sa'ud che rimase in carica fino al 2001. Quest'ultimo si dimise clamorosamente una decina di giorni prima degli Attentati dell'11 settembre 2001 - in cui quattordici cittadini sauditi dirottarono e fecero schiantare aerei di linea commerciali - pur essendo stato confermato nel maggio precedente presidente per altri quattro anni.
Il 1º settembre 2001 divenne presidente il principe Nawwaf bin Abd al-Aziz Al Sa'ud. Durante il suo mandato l'organizzazione venne ribattezzata "Presidenza generale dell'Intelligence". Nawwaf fu sollevato dall'incarico dal principe ereditario e reggente Abd Allah il 25 gennaio 2005. Per nove mesi l'incarico rimase vacante.
Nell'ottobre del 2005 re Abd Allah, da poco asceso al trono, nominò il principe Muqrin bin 'Abd al-'Aziz Al Sa'ud capo di questo organo. Lo stesso giorno il sovrano sollevò il principe Sa'ud bin Fahd Al Sa'ud delle sue funzioni di vice presidente dell'Intelligence. Gli succedette Faysal bin Abd Allah bin Mohammed.
In data 20 luglio 2012 venne nominato nuovo presidente il principe Bandar bin Sultan Al Sa'ud. Un altro reale saudita, il principe Abd al-Aziz bin Bandar, che era vicepresidente, fu sollevato dall'incarico e nell'ottobre del 2012 fu chiamato a succedergli Youssef bin Ali Al Idrisi.
Il 15 aprile 2014 il principe Bandar bin Sultan Al Sa'ud è stato rimosso dall'incarico "su sua richiesta", come annunciato dai media statali saudita. Circolò la voce che sarebbe stato sostituito dal suo vice, Youssef bin Ali Al Idrisi.
Tuttavia, a succedergli il 30 giugno 2014 fu chiamato il principe Khalid bin Bandar Al Sa'ud. Il suo mandato si è concluso il 29 gennaio 2015, quando fu sostituito con Khalid bin Ali Al Humaidan.

## Storia
Il ruolo dei servizi segreti è stato riconosciuto dal re Abd al-Aziz che l'aveva sfruttato nell'unificazione dell'Arabia Saudita. Il suo interesse per la comunicazione moderna crebbe sempre più quando istituì il primo sistema di comunicazioni radio nel regno. Il regno istituì il servizio di intelligence nel 1955 con il nome di Al-Mabahith Al Aammah.
Durante il regno di Sa'ud, l'intelligence generale venne separata dal Mabahith (Direzione generale investigativa). L'intelligence divenne un servizio di sicurezza indipendente ai sensi regio decreto n. 11 del 1957 che ordinò l'istituzione di un dipartimento speciale sotto il titolo del Maslahat Al-Istikhbarat Al-Aammah (Dipartimento generale dell'intelligence). Durante questo periodo la Presidenza era divisa a livello locale in ramo occidentale con sede a Gedda e orientale con sede a Dhahran.
Durante il regno di Faysal vennero aperti i primi uffici all'estero. L'agenzia ampliò il monitoraggio delle minacce interne dopo il sequestro della Grande Moschea di La Mecca.
Lo statuto di quest'organo venne modificato da re Khalid con il regio decreto M-5 del 19 dicembre 1982 che fissò le attribuzioni, i doveri e i limiti delle sue attività. Il decreto stabilì l'organizzazione interna dell'agenzia con una direzione generale per le operazioni, una direzione generale amministrativa e finanziaria, una direzione generale per la formazione e la pianificazione e un dipartimento generale per gli affari tecnici. Con la Presidenza generale avrebbero collaborato il Centro nazionale delle ricerche e il Centro per i media e le comunicazioni internazionali (già Centro per la traduzione e i media).
Nel 1997, l'Ufficio per le comunicazioni esterne venne trasferito alla Presidenza del Consiglio dei Ministri. Il suo nome venne cambiato in Dipartimento generale per le comunicazioni esterne e fu rafforzato con la fornitura di attrezzature ad alta tecnologia e di specialisti in materia di sorveglianza radio. Questo periodo vide l'espansione delle attività dell'Agenzia all'estero con la creazione e lo sviluppo di più uffici in altri paesi e attraverso uno sforzo maggiore nell'organizzare il proprio lavoro.
Durante il regno di Fahd venne istituito l'Alto comitato per lo sviluppo, composto dai capi dei vari dipartimenti dell'Al-Mukhabarat al-'Amma. Re Fahd riformò anche la strutturazione amministrativa del Centro informazioni.
Alla fine di gennaio del 2013, il ministro dell'interno Muḥammad bin Nāyef Āl Saʿūd annunciò che alle donne saudite sarebbe stato permesso di lavorare presso la Direzione.

## Compiti
Attualmente i compiti dell'Al-Mukhabarat al-'Amma sono:
- raccogliere precocemente informazioni sui paesi di interesse, secondo gli standard professionali per assicurare accuratezza, velocità e flessibilità del lavoro di intelligence per garantire la sicurezza e la stabilità del regno;
- ottenere informazioni su tutti gli obiettivi strategici e militari connessi a entità ostili o potenzialmente tali e lavorare per orientare le politiche di guerra psicologica e politica nei confronti di questi paesi a servizio degli interessi nazionali;
- contribuire a nascondere le informazioni riservate relative alle politiche economica, militare e diplomatica del Regno, in collaborazione con le autorità competenti all'interno e all'esterno del Regno;
- progettare l'effettiva attuazione delle varie operazioni di intelligence nell'interesse dei paesi con un focus sui paesi più sensibili, che hanno un maggiore impatto sulla sicurezza nazionale;
- raccogliere informazioni su spionaggio e sabotaggio intellettuale e materiale in collaborazione con la Direzione generale delle operazioni investigative;
- condurre studi specializzati e strategici di ricerca in collaborazione con università e centri di ricerca sulla sicurezza nazionale e l'intelligence utili alla sicurezza nazionale;
- la partecipazione attiva a convegni e incontri di interesse in patria e all'estero al fine di realizzare l'adattamento a diverse variabili.

## Valori e principi
La PGI nel compimento del suo lavoro è guidata dai seguenti valori e principi:
- totale attenzione della shari'a (legge islamica);
- protezione del paese e degli interessi dei cittadini;
- obbligo a seguire gli atteggiamenti ufficiali del paese;
- iniziativa;
- lavorare in sicurezza;
- confidenzialità;
- disciplina;
- essere liberi da tendenze personali e fanatismi;
- continuo miglioramento;
- approccio istituzionale nel lavoro;
- qualità, non quantità;
- applicare il principio di ricompensa e punizione.